# 華倫軸孔珊瑚
華倫軸孔珊瑚（学名：Acropora valenciennesi）为軸孔珊瑚科軸孔珊瑚屬下的一个种。